# Monaster Văratec
Monaster Văratec – prawosławny żeński monaster w okręgu Neamț, w odległości ok. 12 kilometrów od Târgu Neamț. Jeden z największych żeńskich klasztorów w Rumunii.

## Historia
Klasztor Văratec został założony przez mniszkę Olimpiadę, która przybyła na to miejsce z monasteru Durău w latach 80. XVII w., zaś w 1788 kierowała już kilkuosobową żeńską wspólnotą. Według niektórych przekazów Olimpiada osiedliła się na miejscu, gdzie już w XVI w. przez pewien czas prowadzone było życie monastyczne. W 1794 mniszki wzniosły niewielką drewnianą świątynię. Wspólnota powiększyła się, gdy dołączyły do niej mniszki ze skitu Topolița. Pierwsza monasterska cerkiew pod wezwaniem Zaśnięcia Matki Bożej została zbudowana w latach 1808–1812. Wiadomo, że w tym czasie w klasztorze żyła nadal jego założycielka, grupa mniszek (które współfinansowały wzniesienie obiektu sakralnego) oraz spowiednik, mnich Józef. Olimpiada kierowała monasterem do śmierci w 1842. Od 1803 do 1839 monaster Văratec podlegał nieodległemu monasterowi Agapia. Wznoszenie kompleksu zabudowań mieszkalnych trwało do 1841, z kolei w 1844 zbudowane zostały nowe cerkwie Narodzenia św. Jana Chrzciciela oraz Przemienienia Pańskiego (na terenie klasztornego cmentarza), ufundowane przez mniszkę Eufrozynę (Lazu), a także kaplica św. Mikołaja. W 1857 w klasztorze przebywało 700 mniszek i posłusznic, czynne były cztery świątynie. W 1900 klasztor został zniszczony przez pożar. Natychmiast po tym wydarzeniu przystąpiono do odbudowy obiektów sakralnych. W latach 60. XX wieku w monasterze otwarte zostało muzeum sztuki sakralnej. Eksponowane są w nim zabytkowe ikony, szaty i utensylia liturgiczne, krzyże, dekoracyjne elementy wystroju cerkwi. Najstarsze ikony pochodzą z XV i XVI stulecia. Od początku XIX w. do 1860 przy monasterze istniała szkoła żeńska, zaś na początku wieku XX utworzono w nim szkołę dla dorosłych kobiet oraz seminarium duchowne dla mniszek. Na początku XXI w. w klasztorze przebywało 440 mniszek i posłusznic; jest to jeden z największych monasterów żeńskich prowadzonych przez Rumuński Kościół Prawosławny.
Kompleks monasterski wzniesiony jest w tradycyjnym stylu mołdawskim z elementami, które pojawiły się w nim w XVIII–XIX w. Drewniany złocony ikonostas w głównej świątyni wykonał w 1816 Constantin Zugravul. Freski we wnętrzu cerkwi wykonał w latach 1968–1969 Arintiu Avachian. Jego malowidła zastąpiły dwie starsze dekoracje, wykonane w 1844 oraz w 1882.
Na terenie klasztoru znajdują się nagrobki jego kolejnych przełożonych oraz pierwszego spowiednika wspólnoty, mnicha Józefa. W monasterze przez kilka miesięcy żyła Veronica Micle, poetka i ukochana Mihaia Eminescu, która osiadła w nim po śmierci poety, a następnie, zrozpaczona z tego powodu, popełniła samobójstwo. Nagrobek Veroniki Micle znajduje się przy cerkwi Narodzenia św. Jana Chrzciciela.